# Malia Ann
Pour les articles homonymes, voir Obama (homonymie).
Malia Ann , anciennement connue sous le nom de Malia Ann Obama a décidé de changer de nom, pour s'émanciper dans sa carrière de réalisatrice. Ella a vu le jour un 4 juillet 1998 à Chicago (Illinois). C'est la fille aînée du 44e président des États-Unis Barack Obama et de Michelle Robinson-Obama. 

## Biographie

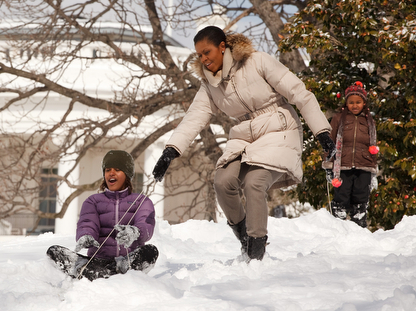
Malia avec sa mère et sa sœur faisant de la luge dans le jardin de la Maison-Blanche en 2009.

### Naissance et famille
Malia Ann est née le 4 juillet 1998, à Chicago. Elle est la fille aînée de Barack et Michelle Obama. Elle a une sœur cadette, Natasha (Sasha).
Elle est inscrite en scolarité primaire à l'University of Chicago Laboratory Schools, une école de pédagogie affiliée à l'université de Chicago, où elle est élève jusqu'à l'élection de son père à la présidence des États-Unis.

### Études
Malia Ann a été étudiante à Sidwell Friends School (en) à Washington, D.C.,, Elle intègre ensuite l'université Harvard en 2017,,, dans la promotion 2021, après avoir effectué un stage à The Weinstein Company. Elle maîtrise par ailleurs la langue espagnole.

### Carrière professionnelle
En juillet 2015, elle effectue un stage sur le tournage de la série de Lena Dunham, Girls, son désir étant de travailler dans le cinéma. L'aventure se poursuit également en 2017 où elle fait un stage à la Weinstein Compagny, durant la même année, elle avait rejoins l'équipe de la série Girls sur la chaine HBO avant de devenir assistante de production sur la chaine CBS aux cotés de Halle Berry et sa série Extant. En 2025, elle sort un court métrage intitulé Heart qui décroche le prix « Nouvelle génération » au festival du film américain de Deauville.

### Opinions politiques
En 2017, elle participe à une manifestation d'opposition à la reprise des travaux du Dakota Access et des oléoducs Keystone XL.

### Vie privée
Malia Ann est en couple avec Rory Farquharson (né le 18 juillet 1998, dans le Suffolk, Royaume-Uni). Les deux jeunes gens ont été aperçus ensemble pour la première fois en 2017, lors d'un match de football américain entre les universités Harvard et Yale. Rory Farquharson est britannique et a été étudiant à Harvard, dans la même promotion que Malia. Il est le fils de Charles Farquharson, directeur exécutif d'un fonds d'investissement à Londres. Les deux se sont séparés en 2021.

## Dans la fiction
- Dans la série télévisée The First Lady (2022), son rôle est interprété par Lexi Underwood.